# Anchusa azurea
Anchusa azurea Mill., es una especie fanerógama perteneciente a la familia Boraginaceae. 

## Descripción
Es una planta herbácea perenne que alcanza entre 1 a 1,5 m de altura, erecta, con ramificaciones desde la base, aunque estas no aparecen hasta el segundo año, pues el primer año sólo es una planta sin tallo con hojas lanceoladas. 
Toda la planta esta cubierta de pelo más o menos rígido y áspero al tacto (planta hirsuta), según nos aproximamos a la base éste es más largo, y más denso.
Las hojas alternas son sésiles (desprovistas de pecíolo) y lanceoladas excepto las que están cerca de la base o basales; todas ellas cuentan con un pecíolo, de color rojizo en algunas y que acaba en una hoja de forma oblongo-lanceolada o lingüiforme (en forma de lengua), al igual que en el tallo los pelos son más densos. 
Inflorescencias cimosas con pequeñas brácteas. Con pedúnculos de color morado.
Las flores son de un color azul eléctrico, con cinco pétalos, actinomorfas, con los dos sexos (hermafrodita).  
La corola es un tubo largo y estrecho. Esto adquiere importancia porque existen diferencias en este género al respecto: A. Arvensis,A. officinalis y la  A. azurea. 
El cáliz tiene los sépalos soldados a la base. El fruto es tetranúcula o con tres aquenios, verrugosos.

## Hábitat y distribución
Habita en bordes de caminos, en suelos drenados y húmedos, en sustrato básico.
Centro, oeste y sur de Europa, norte de África, oeste de Asia; naturalizada en el norte de Europa.

## Taxonomía
| Anchusa azurea fue descrita por Philip Miller (1691-1771) y publicado en The Gardeners Dictionary: . . . eighth edition no. 9. 1768. - La Anchusa azurea descrita por Schur en 1866 es la Anchusa ochroleuca descrita por M.Bieb. Etimología Anchusa: nombre genérico del latín anchusa para una planta utilizada como cosmético o como emoliente para calmar y suavizar la piel. azurea: epíteto latino que significa "azul profundo", por el color de los pétalos. Muy significativo es el nombre vernáculo lengua de buey, por la forma de lengua de sus hojas basales y la aspereza de las mismas. |

## Nombrevernáculo
Abremanos, alcalcuces, alcaluz, alcolcuces, algamula, alicaneja, anchusa, ancusa primera, argamula, argámula, argamula real, asperón barbudo, asperón encarnado, bolosa, boquerones del campo, bovina, buglosa, buglosa oficinal, buglossa, cardoncha, chupaderos, chupador, chupamiel, chupamieles, chupa mieles, chupa-mieles, chupón, chuponas, chupones, diablos, escardamulas, leguaza moruna, lenguabuey, lengua de buey, lengua de culebra, lengua de vaca, lenguas, lenguaza, lenguaza negra, lenguaza real, lenguaza seca, lenguaza silvestre, melera, miel de avispas, mielera, onoclea, raíz de fuego, raíz del fuego, tabaco silvestre, tallo.

## Sinonimia
NOTA: Los nombres que presentan enlaces son sinónimos en otras especies:
- Anchusa amoena J.F.Gmel. [1791, Syst. Nat., ed. 13 : 318]
- Anchusa azurea var. kurdica (Gusul.) D.F.Chamberlain
- Anchusa azurea var. macrocarpa (Boiss. & Hohen.) D.F.Chamberlain
- Anchusa biceps Vest
- Anchusa italica Retz.
- Anchusa italica var. angustifolia Cariot & St.-Lag. [1889, Étude Fl., éd. 8, 2 : 603]
- Anchusa italica var. azurea
- Anchusa italica var. kurdica Gusuleac
- Anchusa italica var. macrocarpa (Boiss. & Hohen.) Gușul.
- Anchusa italica var. paniculata (Aiton) Rouy [1908, Fl. Fr., 10 : 286]
- Anchusa lucida Vitm.
- Anchusa macrocarpa Boiss. & Hohen. in Boiss. [1844, Diagn. Pl. Or., ser. 1, 4 : 42]
- Anchusa macrophylla
- Anchusa officinalis Gouan
- Anchusa paniculata Aiton [1789, Hort. Kew., ed. 1, 1 : 177]
- Buglossum amoenum Gaertn. Fruct. Sem. Pl., 1 : 323, 1788
- Buglossum caeruleumPers.
- Buglossum elatum Moench
- Buglossum italicum (Retz.) Tausch [1824, Flora, 7 : 230]
- Buglossum paniculatum Tausch [1824, Flora, 7 : 228]
- Buglossum vulgare Tausch [1824, Flora, 7 : 229]

## Usos

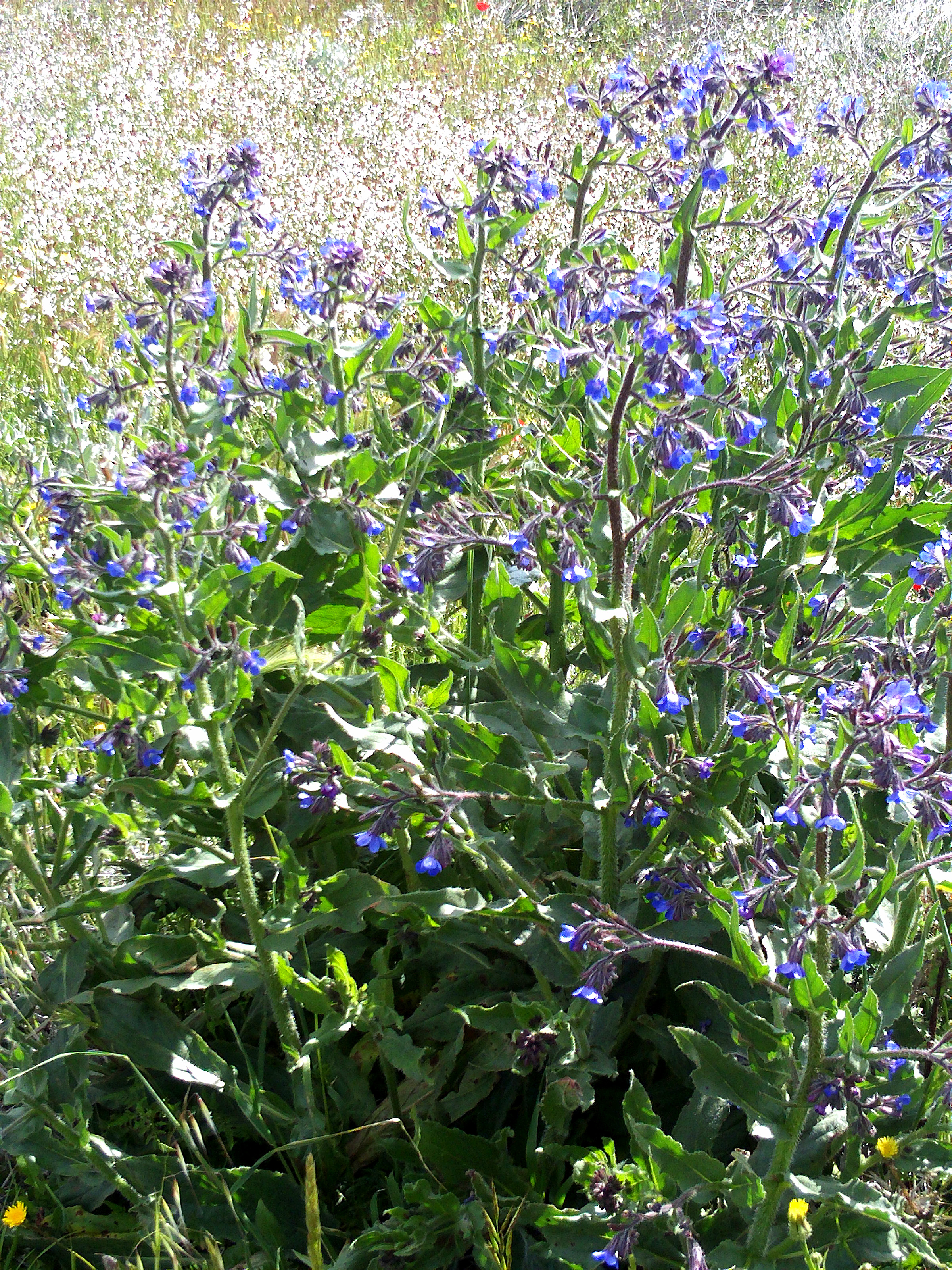
En su hábitat

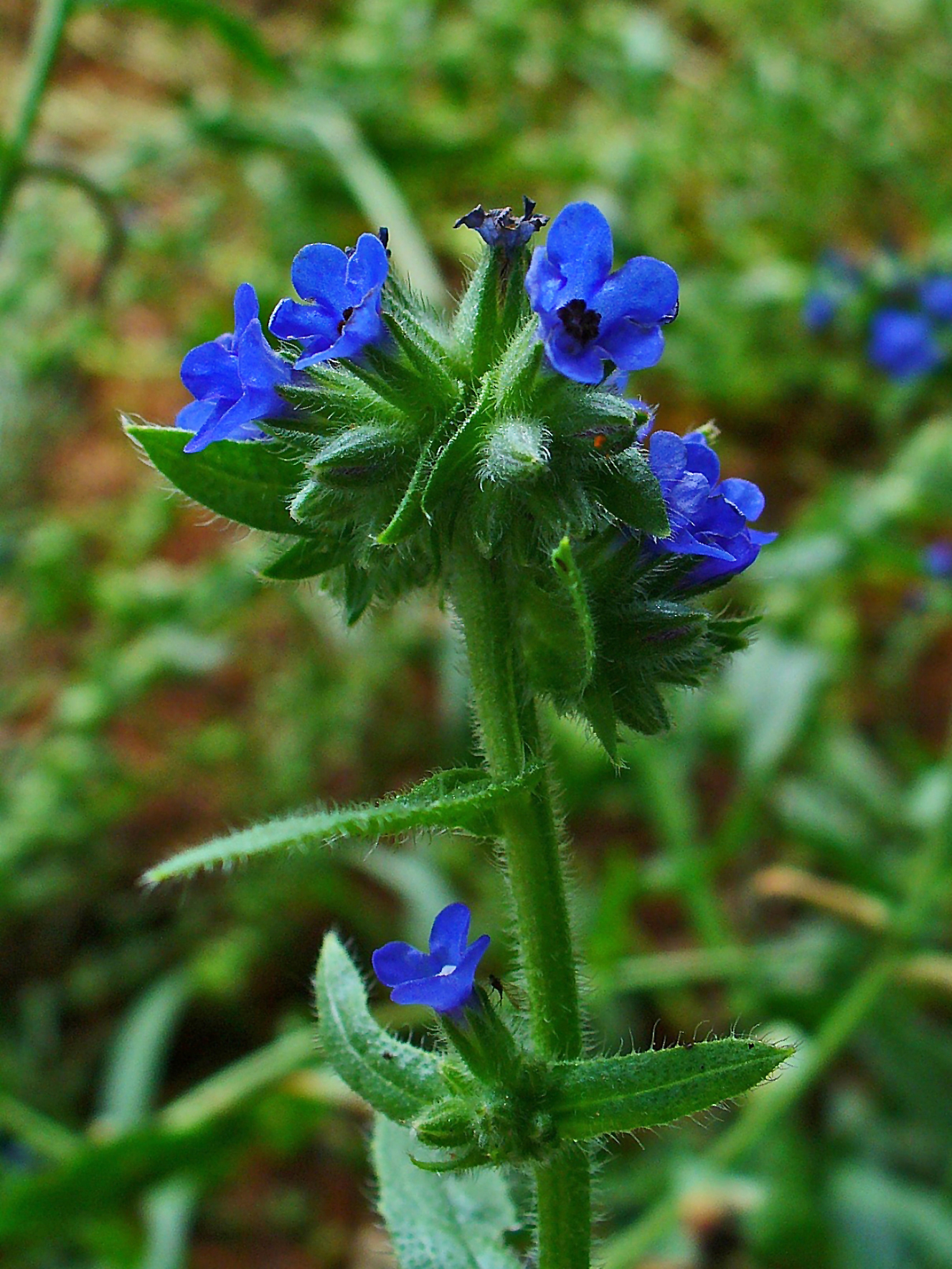
Detalle de la flor

Las flores eran muy utilizadas en la antigüedad como sudorífica, diurética, antidiarreico, en infusión o mezclada con vino.
Principios activos
Contiene mucílagos, sales potásicas, ácidos orgánicos y fenólicos (ácido litospérmico). Algunos autores sugieren la posibilidad de que contenga alcaloides (cinoglosina, consolicina), alantoína y posiblemente alcaloides pirrolizidínicos, como otras boragináceas.
Estudios
Se estudian las propiedades de un grupo de plantas comestibles no cultivadas actualmente en la zona mediterránea. El uso comestible de las hojas de la Anchusa azurea con propiedades antioxidantes, por sus altos niveles de fenólicos y flavonoides. Aunque puede llegar a ser un problema los niveles altos de ácido oxálico para personas que sufren problemas de cálculo renal, desapaerciendo en parte con la cocción.
Indicaciones
Utilizado popularmente como antitusivo, demulcente, antiinflamatorio, diurético y sudorífico. Indicado para combatir la gripe, resfriados, bronquitis. En uso tópico: dermatitis, ictiosis, psoriasis, contusiones, hematomas.
[cita requerida]
 Aviso médico
Contraindicado con el embarazo, lactancia, niños, pacientes con hepatopatías. Los alcaloides pirrolizidínicos son hepatotóxicos y carcinogénicos. La cinoglosina produce una acción paralizante.
Se usan las hojas y las flores. Se recolecta a finales del verano. Infusión: una cucharada de postre por taza, tres o más tazas al día. En uso tópico, aplicar en forma de lavados o cataplasmas sobre la zona afectada.
Otros usos
De la raíz se extrae una sustancia roja, usada como colorete.En época de hambruna, se usaba como ingrediente principal de "boquerones de secano" al enharinar las hojas limpias y freírlas como si fuese pescado. (Citando p.113 de Las recetas del hambre. La comida de los años de posguerra de David Conde y Lorenzo Mariano 2023)
Curiosidades
En romance, a esta planta se la denominaba chupamieles.

«porque las gentes chupaban la flor de esta planta y extraen del fondo de la flor una lágrima de miel»
Umdat al-tabīb del botánico sevillano Abu´l-Jayr al-Isbili (siglo XI)

## Jardinería
Género Anchusa

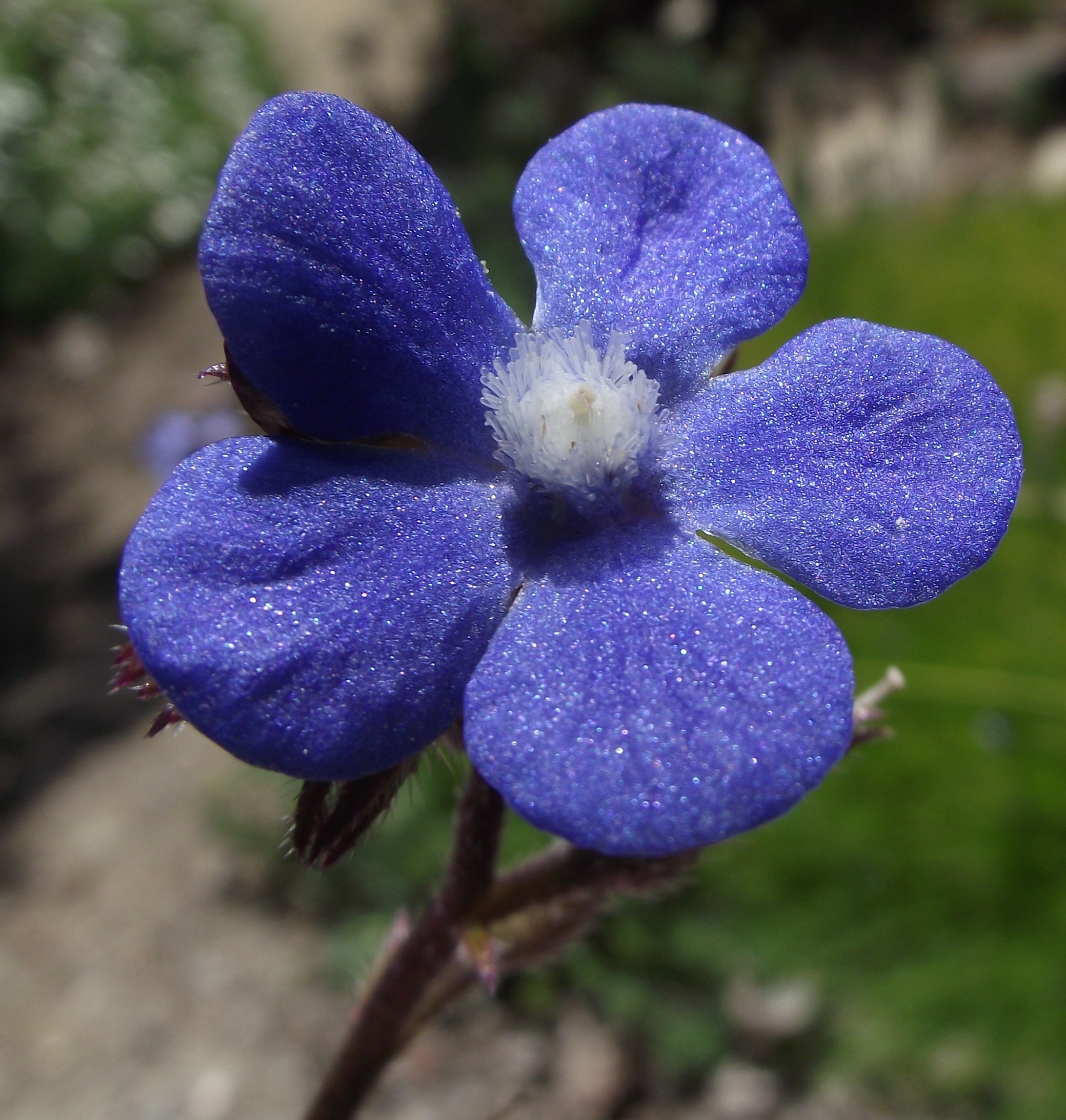
Detalle de la flor

Son las llamadas popularmente como chupamieles se utilizan varias especies:
Little John, planta baja de menos de 5 dm
Loddon Royalist
Opal
Morning Glory, que puede llegar hasta l, 5 m.